# Campeonato Potiguar 1977
In 1977 werd het 58ste Campeonato Potiguar gespeeld voor voetbalclubs uit de Braziliaanse staat Rio Grande do Norte. De competitie werd georganiseerd door de Federação Norte-rio-grandense de Futebol en werd gespeeld van 6 mei tot 18 september. América de Natal werd de kampioen.

## Eerste fase
| Plaats | Club                | Wed. | W | G | V | Saldo | Ptn. |
| ------ | ------------------- | ---- | - | - | - | ----- | ---- |
| 1.     | América de Natal    | 10   | 8 | 1 | 1 | 36:4  | 17   |
| 2.     | ABC                 | 10   | 8 | 1 | 1 | 28:3  | 17   |
| 3.     | Potiguar de Mossoró | 10   | 7 | 0 | 3 | 24:7  | 14   |
| 4.     | Alecrim             | 10   | 6 | 1 | 3 | 12:8  | 13   |
| 5.     | Baraúnas            | 10   | 5 | 3 | 2 | 14:3  | 13   |
| 6.     | Potyguar SC         | 10   | 5 | 3 | 2 | 8:7   | 13   |
| 7.     | Corintians          | 10   | 5 | 0 | 5 | 12:11 | 10   |
| 8.     | Atlético Potiguar   | 10   | 1 | 3 | 6 | 8:29  | 5    |
| 9.     | Riachuelo           | 10   | 1 | 1 | 8 | 5:23  | 3    |
| 10.    | Ferroviário         | 10   | 1 | 1 | 8 | 4:31  | 3    |
| 11.    | Força e Luz         | 10   | 0 | 2 | 8 | 3:28  | 2    |

|  | Geplaatst voor tweede fase |

## Tweede fase
| Plaats | Club                | Wed. | W | G | V | Saldo | Ptn. |
| ------ | ------------------- | ---- | - | - | - | ----- | ---- |
| 1.     | América de Natal    | 6    | 5 | 0 | 1 | 10:3  | 10   |
| 2.     | ABC                 | 6    | 4 | 1 | 1 | 11:3  | 9    |
| 3.     | Potiguar de Mossoró | 6    | 3 | 1 | 2 | 8:7   | 7    |
| 4.     | Baraúnas            | 6    | 2 | 2 | 2 | 7:4   | 6    |
| 5.     | Alecrim             | 6    | 1 | 2 | 3 | 6:9   | 4    |
| 6.     | Potyguar SC         | 6    | 1 | 2 | 3 | 3:7   | 4    |
| 7.     | Corintians          | 6    | 0 | 2 | 4 | 4:16  | 2    |

|  | Geplaatst voor derde fase |

## Derde fase
| Plaats | Club                | Wed. | W | G | V | Saldo | Ptn. |
| ------ | ------------------- | ---- | - | - | - | ----- | ---- |
| 1.     | América de Natal    | 3    | 2 | 1 | 0 | 4:0   | 5    |
| 2.     | ABC                 | 3    | 2 | 0 | 1 | 6:1   | 4    |
| 3.     | Potiguar de Mossoró | 3    | 1 | 0 | 2 | 2:7   | 2    |
| 4.     | Baraúnas            | 3    | 0 | 1 | 2 | 1:5   | 1    |

|  | Geplaatst voor finale |

### Finale
América had aan een gelijkspel voldoende voor de titel doordat ze beter presteerden in de competitie.
|                     |                  |       |     |  |
| 18 september Finale | América de Natal | 3 – 0 | ABC |  |
| 18 september Finale |                  |       |     |  |

## Kampioen
| Campeonato Potiguar de 1977           |
| Rio Grande do Norte                   |
| ------------------------------------- |
| AMÉRICA DE NATAL Kampioen (20° titel) |